# Serebrianka (Krym)
Serebrianka (ukr. Серебрянка, ros. Серебрянка, Sieriebrianka) – wieś na Ukrainie, w Autonomicznej Republice Krymu (de iure stanowiącej integralną część państwa ukraińskiego, w 2014 anektowanej przez Rosję i odtąd funkcjonującej jako Republika Krymu), w rejonie rozdolnieńskim. W 2001 liczyła 969 mieszkańców, wśród których 250 wskazało jako ojczysty język ukraiński, 551 rosyjski, 142 krymskotatarski, 11 białoruski, 7 ormiański, a 8 inny. Według spisu ludności przeprowadzonego przez okupacyjne władze rosyjskie populacja wsi w 2014 wynosiła 833 osoby.